# Brigada Central de Salvamento Minero
La Brigada Central de Salvamento Minero es un cuerpo especial de rescates fundado en 1912 en Asturias (España) con el fin de acometer salvamentos en la minería del carbón de la cuenca minera asturiana. Está gestionada por la Asociación de Salvamento en las Minas (ASM), una agrupación de empresas encabezadas por la sociedad pública Hunosa, y tiene su sede en el pozo Fondón de Sama de Langreo.
La brigada ha participado durante su historia en numerosos trabajos de rescate en diferentes accidentes mineros, aunque con el tiempo este cuerpo se especializó en rescates subterráneos de todo tipo. A pesar de la anunciada clausura de la minería en España, el cuerpo cobró relevancia internacional durante su actuación en el rescate de Julen Roselló, un niño de dos años que había caído a un pozo de más de 100 m de profundidad en Totalán (Málaga) en enero de 2019.
En su más de un siglo de historia, el cuerpo ha recibido diversas condecoraciones civiles, como la Medalla de Oro al Mérito en el Trabajo, las Medallas de oro y plata del Principado de Asturias, la Medalla de Plata de la Cruz Roja y la Medalla de Oro al Mérito de Protección Civil.

## Dirección
La brigada actúa como sección operativa de la Asociación de Salvamento en las Minas, una agrupación de empresas encabezadas por el Principado de Asturias y la sociedad pública Hunosa y que integra también a Orovalle, Mineras y Carbonar. Hunosa es quien aporta el personal y las instalaciones y los medios materiales, además de designar al presidente de la ASM de la junta directiva. El cargo lo ocupa desde 2020 Alexis Alonso Montes, ingeniero de minas. El jefe de la brigada es, desde 2019, el ingeniero técnico de minas Antonio Ortega Escala.
Desde 2004, la brigada mantiene un convenio de colaboración con el Servicio de Emergencias del Principado de Asturias.

## Historia

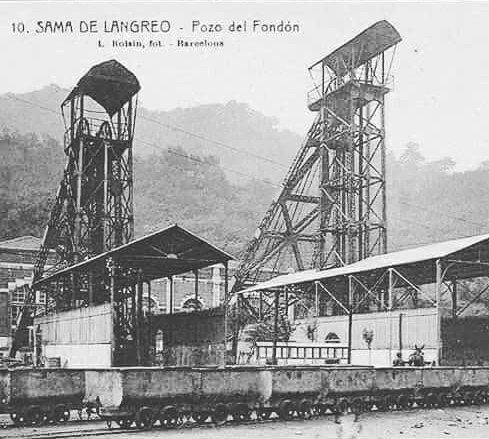
Instalaciones del pozo Fondón en los años 1920. El Fondón fue profundizado por Duro Felguera desde 1905, en 1993 fue desmontado su segundo castillete y en 1995 cesó en su explotación.

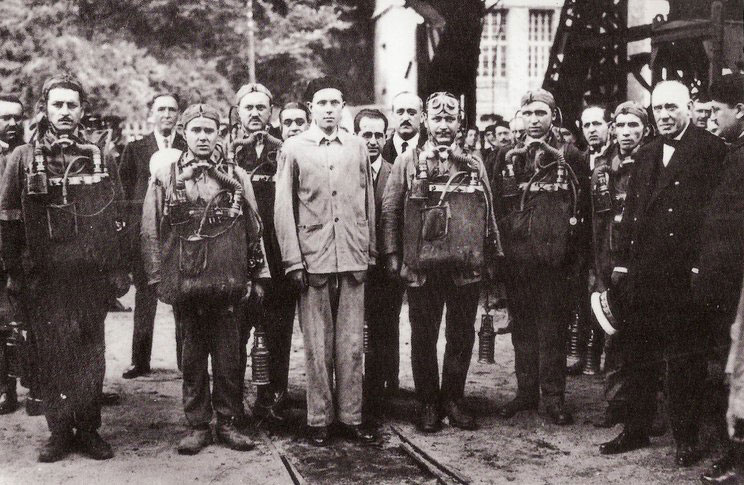
El príncipe de Asturias Alfonso de Borbón y Battenberg visita a la Brigada de Salvamento en las instalaciones del pozo Fondón, el 28 de agosto de 1925.

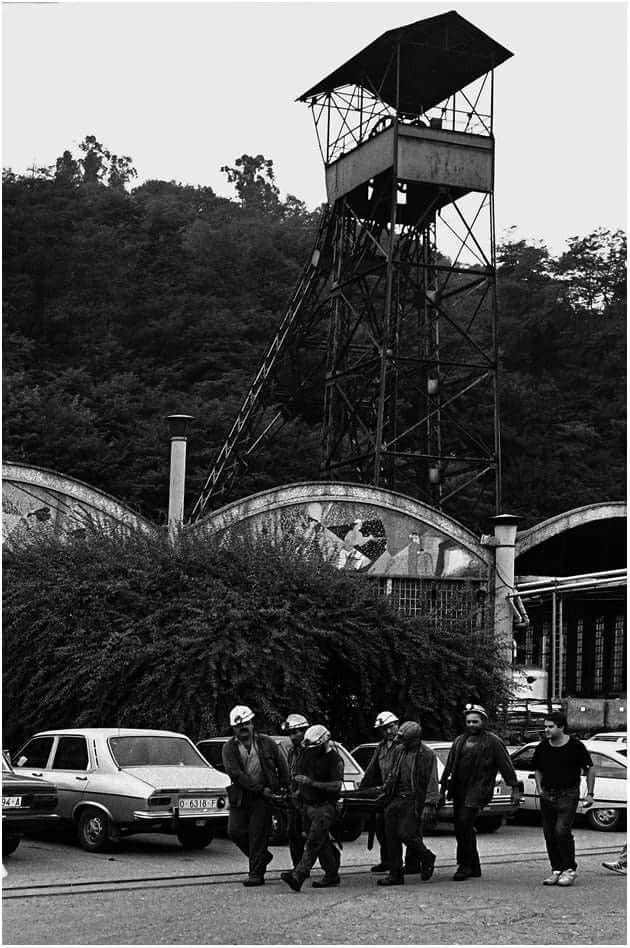
Un grupo de mineros trasladan a un herido en las inmediaciones del pozo Fondón, sede de la brigada, en los años 1980. La siniestralidad en la cuenca minera asturiana se ve acrecentada por la presencia de bolsas de grisú en el subsuelo.

### Orígenes
La siniestralidad en la minería española de inicios del siglo XIX provocó que el gobierno promulgara en 1897 el Reglamento de Policía Minera, que contenía las primeras normas en materia de prevención de riesgos laborales en las minas. La Real Orden emitida por el rey Alfonso XIII el 21 de junio de 1902, obligaba ya a las compañías mineras a disponer de equipos de respiración artificial y personal entrenado en su uso y en el rescate. La catástrofe de Courrières, donde 1099 mineros perdieron la vida en una explosión en una mina de carbón al norte de Francia el 10 de marzo de 1906, sensibilizó a las instituciones y a las empresas mineras sobre la necesidad de evitar sucesos similares.
En Asturias, la sociedad Duro Felguera fue la que propuso la necesidad de unir las brigadas de salvamento de las diversas compañías que operaban en la cuenca del Nalón. Así, a lo largo de 1911 se reunieron las principales empresas del sector con el fin de unificar sus medios y constituir una brigada de salvamento común. El 1 de enero de 1912 se puso en marcha la Brigada de Salvamento Minero, con sede en el hospital de Duro Felguera en Sama de Langreo.

### Evolución
El bautismo de fuego de la brigada se produjo el 26 de agosto de 1912 en el pozo María Luisa de Langreo, donde acudió tras una explosión de grisú que no dejó víctimas. En ese mismo pozo, el 20 de mayo de 1914, llevó a cabo el primer rescate de mineros muertos, tras otra explosión que dejó cuatro víctimas. Este accidente tuvo una importante repercusión social, y dio origen al himno minero «En el pozo María Luisa».
En 1920, y gracias a las aportaciones de los asociados, la brigada sufrió una reestructuración en sus equipos y número de componentes, y trasladó su estación central a las instalaciones del pozo Fondón de Sama de Langreo. El 18 de enero de 1925 se constituyó legalmente la Asociación de Salvamento en Minas (ASM), que gestiona y coordina la brigada y todas las actividades relacionadas con el salvamento minero. En 1955 se produjo su primera víctima, al fallecer un integrante durante un rescate en el pozo San Antonio de Moreda.
En 1967 se constituyó la empresa pública Hunosa, que aglutinaba la mayoría de empresas mineras de la época. Dentro de la reestructuración, Hunosa integró la Estación Central de Salvamento Minero del Caudal (fundada en 1944) en la Brigada Central de Salvamento Minero de Sama de Langreo, unificando las dos brigadas existentes en una.
El 22 de diciembre de 1989, 11 brigadistas resultaron heridos durante el rescate de 15 mineros en el pozo Mosquitera, donde se declaró un incendio que causó la muerte de cuatro trabajadores y propició el cierre de la explotación.

### Actuaciones
La brigada ha participado a lo largo de su historia en numerosas operaciones de rescate tanto en los principales accidentes mineros producidos en Asturias como en la cuenca minera palentina y otras áreas mineras. Uno de los más graves, que también lo fue de la minería española en época moderna, se produjo en el pozo San Nicolás de Mieres, donde en 1995 fallecieron 14 trabajadores.
En 2006, participó en las tareas de rescate del desastre minero de Pasta de Conchos en Coahuila (México), donde murieron 65 mineros.
Con el paso de los años su especialización en rescates bajo tierra provocó su intervención en todo tipo de desastres al margen de la minería. Así, ha participado en distintas operaciones de salvamento en túneles y cuevas, entre otros lugares ajenos a la minería.

#### Rescate de Julen
La más destacada se produjo en 2019, cuando el cuerpo fue requerido para participar en las tareas de rescate de Julen Roselló, un niño de dos años que había caído el 13 de enero a un pozo de prospección de 100 m de profundidad y 25 cm de diámetro en Totalán (Málaga). La ministra de defensa, Margarita Robles, se puso en contacto con el presidente de Hunosa, y el 15 de enero un equipo de rescate compuesto por dos ingenieros y seis brigadistas fue trasladado desde Avilés hasta Málaga a bordo de un CASA C-295 de la Fuerza Aérea Española. Tras la perforación con maquinaria pesada de un pozo paralelo al que se encontraba el niño, los mineros comenzaron el 24 de enero la excavación de una galería horizontal hasta el lugar donde se suponía que se encontraba retenido, culminando así la actuación de un dispositivo de más de 300 personas. La brigada concluyó su costoso trabajo, donde se encontró con vetas de dura cuarcita que se debieron horadar a base de microexplosiones el 26 de enero, accediendo dos de sus miembros hasta el lugar donde se encontraba el pequeño, que apareció ya sin vida.
La actuación de los mineros durante el rescate se convirtió en un fenómeno viral, siendo calificados por buena parte de los medios y de la opinión pública como héroes por su trabajo continuo y sacrificado a 73 m de profundidad. Durante esos días se lanzó una petición para la concesión a la brigada del Premio Princesa de Asturias de la Concordia a través de la página Change.org, que alcanzó las 450 000 firmas el 29 de enero siguiente, pero que no fue concedida por la organización del galardón.

## Organización

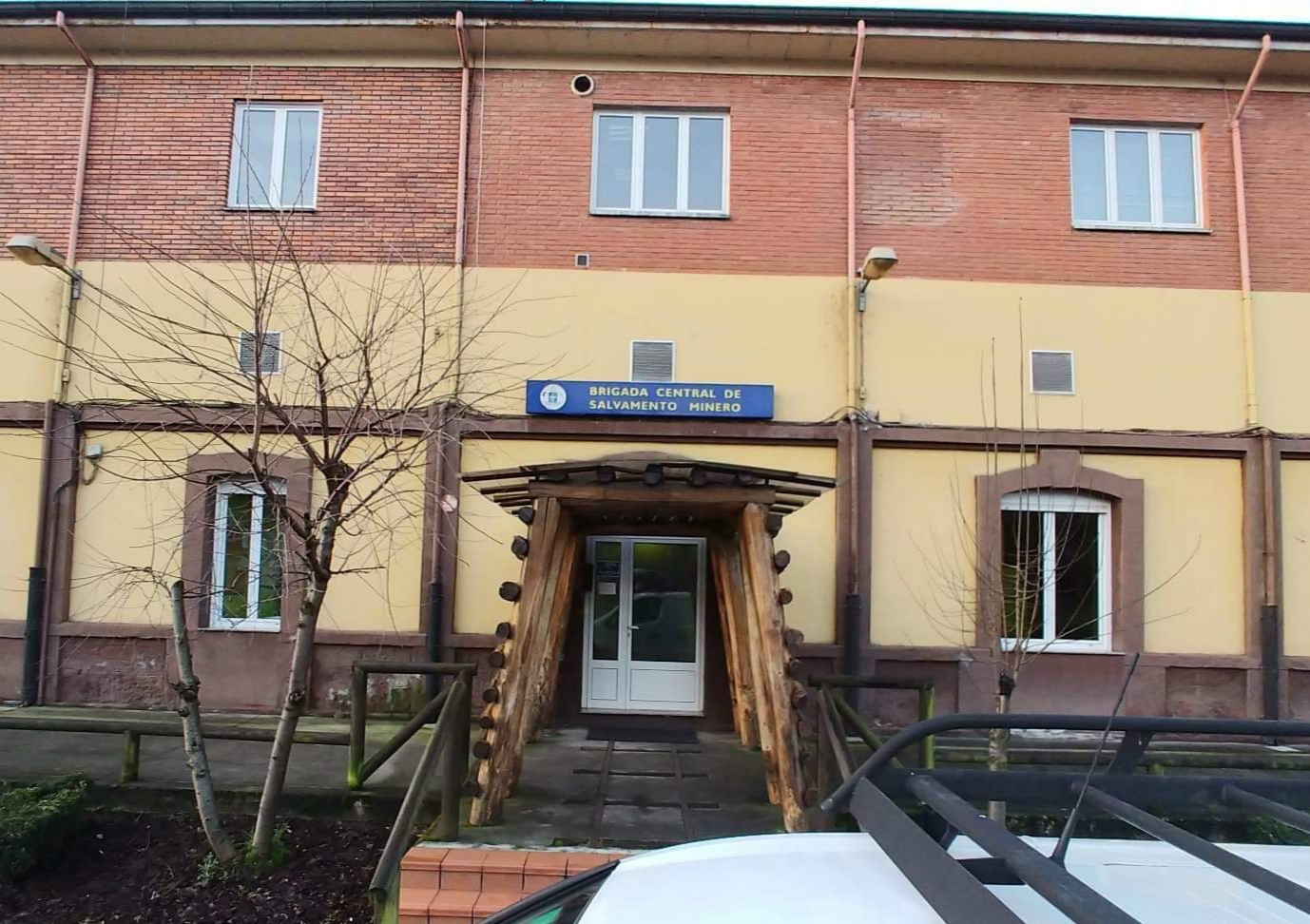
Entrada a las oficinas de la brigada, en los aledaños del pozo Fondón. Simula la entrada a una mina, con el entibado que forma la marquesina y los raíles por los que habitualmente se extraían las vagonetas.

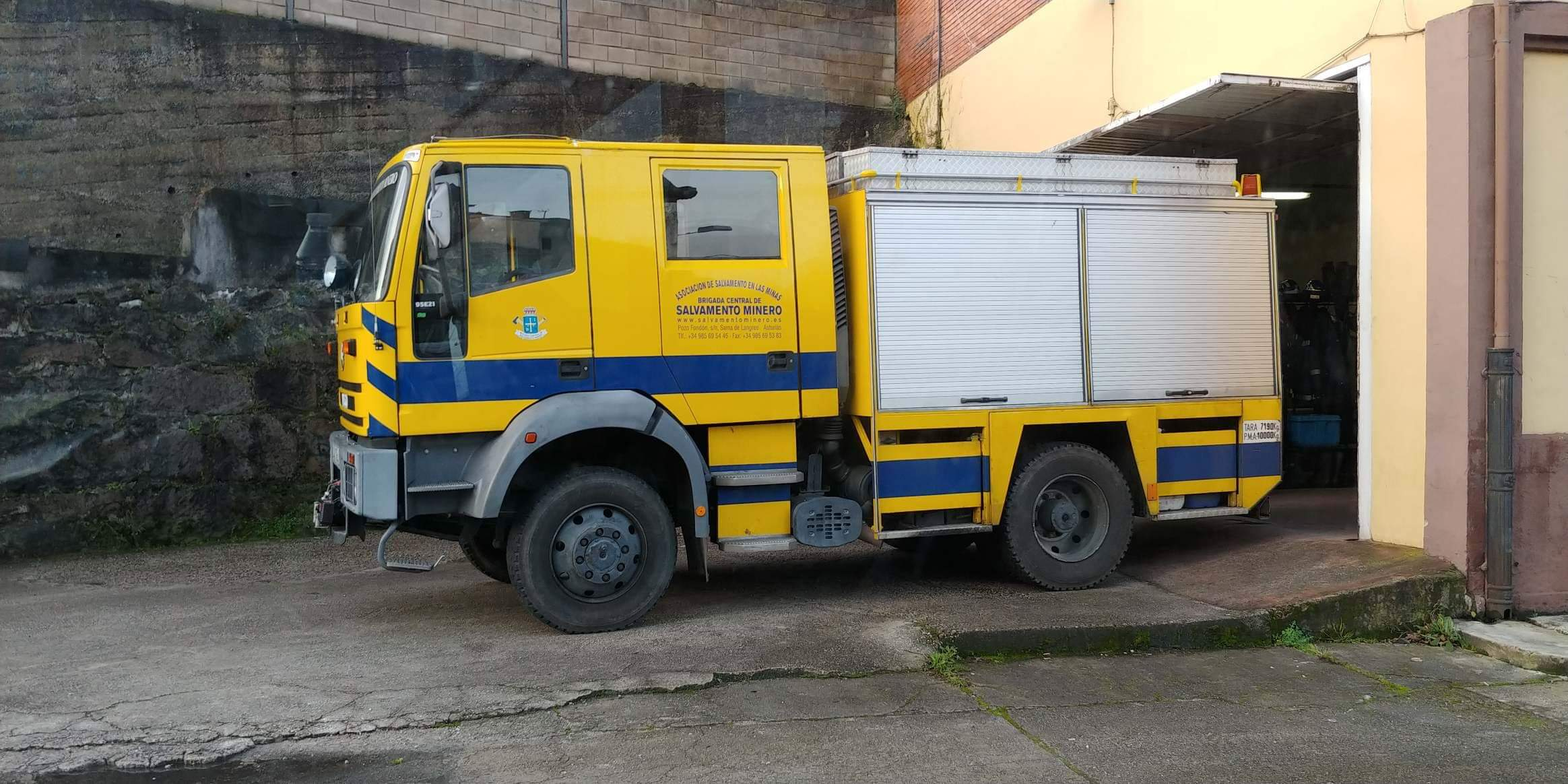
Camión de la brigada, un Iveco Eurocargo con capacidad para siete personas y equipado con material de intervención rápida.

La brigada está integrada por 18 personas: un jefe de brigada, dos jefes de relevo, conductores y brigadistas. En la Estación de Salvamento del pozo Fondón hay acuartelado permanentemente un retén, distribuido en tres turnos de ocho horas.
Las instalaciones del pozo Fondón incluyen un edificio donde se albergan y mantienen a punto los equipos de protección y simulación. En sus aledaños se encuentran las galerías y circuitos de prácticas, además de zonas acondicionadas para todo tipo de simulacros.
Su parque móvil está compuesto por un camión con material de intervención, varios vehículos todoterreno de apoyo, furgonetas de apoyo y un helicóptero compartido con el Servicio de Emergencias del Principado de Asturias.
Dentro de las principales actividades acometidas por el grupo se encuentran:
- Asesoramiento en la elaboración de planes de evacuación en casos de emergencia.
- Simulacros de evacuación.
- Simulacros de incendios en espacios confinados.
- Asistencia permanente las 24 horas.
- Trabajos en espacios confinados con equipos autónomos de protección respiratoria en circuito.
- Trabajos verticales.

## Condecoraciones
- Medalla de Oro al Mérito en el Trabajo (1972)[26]
- Medalla de Plata del Principado de Asturias (1990)[27]
- Medalla de Plata de la Cruz Roja (2005)[27]
- Medalla de Oro al Mérito de Protección Civil (2007)[28]
- Medalla de Oro del Principado de Asturias (2019).[29]